# Unio cariei
Unio cariei fue una especie de molusco bivalvo  de la familia Unionidae.

## Distribución geográfica
Fue  endémica de Reunión.